# سماباران (أوتش هاتشا)
سماباران (بالفارسية: سامبران) هي منطقة سكنية تقع في إيران في قسم أوتش هاتشا الریفي. يقدر عدد سكانها بـ 272 نسمة .